# Dicranota minuta
Dicranota (Paradicranota) minuta là một loài ruồi trong họ Pediciidae. Chúng phân bố ở vùng sinh thái Palearctic.